# Anonyx filiger
Anonyx filiger är en kräftdjursart som beskrevs av William Stimpson 1864. Anonyx filiger ingår i släktet Anonyx och familjen Uristidae. Inga underarter finns listade i Catalogue of Life.